# Sant Julià i Santa Basilissa de Vinçà
Sant Julià i Santa Basilissa de Vinçà és l'església parroquial de la vila de Vinçà, de la comuna nord-catalana del mateix nom, a la comarca del Conflent.
Està situada en el nucli de població de la vila de Vinçà, en el seu punt més elevat.

## Història
L'església està documentada des del segle xi, dins del període romànic, però el 1376 consta la construcció d'una església nova per tal de substituir la vella església parroquial. El 1403 i 1405 diversos documentats parlen encara de les obres que s'hi feien. El 1630 hom va decidir construir-ne el campanar, com és també documentat; el 1648 se'n posava la primera pedra. A començaments del segle xviii la parròquia va rebre una deixa testamentària, del fill de la vila Carles Perpinyà i Folcrà, amb la qual s'emprengué la reconstrucció total de l'església, que es dugué a termes des del 1730 al 1769, en diverses etapes. Aquesta reconstrucció conservà una part de l'obra gòtica, i fou empresa per l'arquitecte Francesc Morató. La construcció fou dirigida per Pierre Figeac, mestre d'obres de Narbona.
L'església fou objecte de classificació com a monument històric el 27 de gener del 1987.
El 2016 s'hi va instal·lar la calefacció pel terra.

## L'edifici

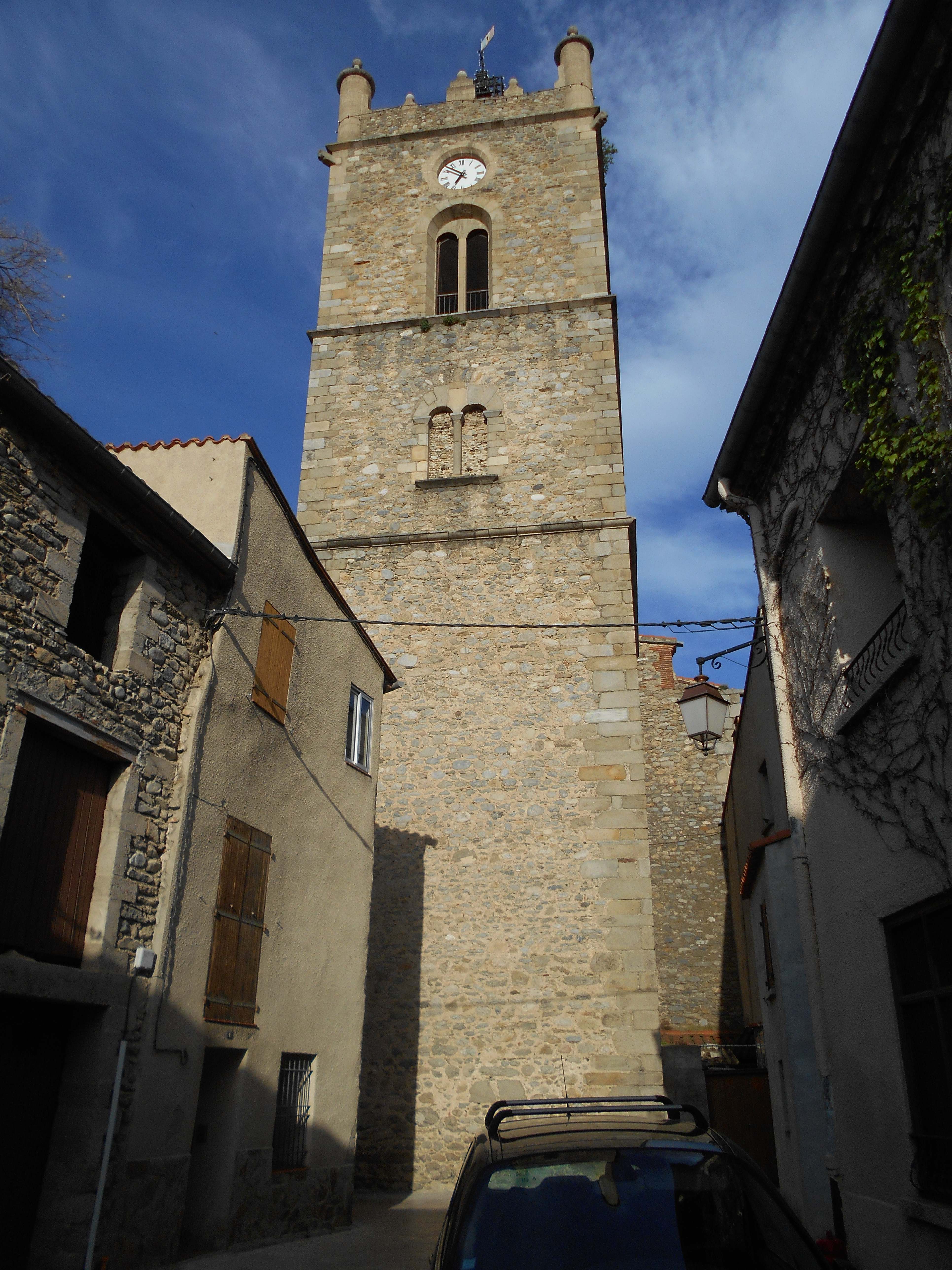
Campanar de l'església

Sant Julià i Santa Basilissa de Vinçà és una església bàsicament gòtica, amb ampliacions i modificacions posteriors, però que segueix quasi del tot l'espai de l'església romànica prèvia, de la qual resten alguns fragments en els murs del temple actual. És de nau única amb cinc trams, amb capelles a banda i banda, les dues primeres de les quals són més fondes i amples i fan de transsepte, i posseeix una capçalera de cinc. El conjunt és cobert amb voltes sobre creuers d'ogives. Als peus de la nau hi ha la capella del Roser, construïda a finals del segle XVII; és quadrada, coberta amb una cúpula amb llanterna i absis semicircular. Està adossada al campanar quadrat, la base del qual allotja la capella del Crist.

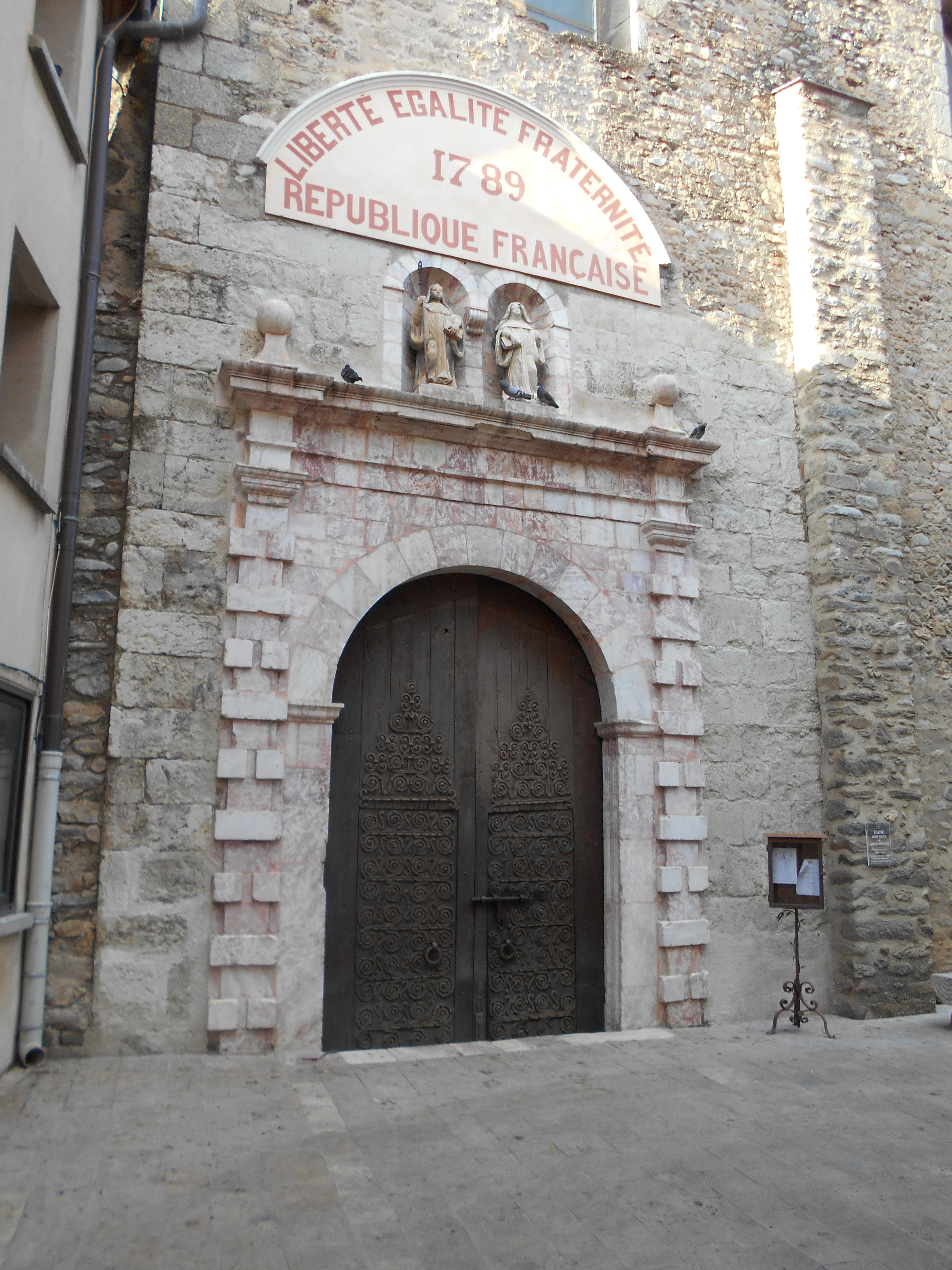
Portalada del

El campanar té tres nivells, marcats per bandes; a cada pis hi ha una finestra geminada, que, en el pis superior, té un oculus al damunt (el meridional conté el rellotge). El coronen quatre torrelles d'angle cilíndriques, unides per una línia de merlets decoratius.
La portalada, de marbre, és de finals del segle xviii. Dues columnes rematades per un capitell pla enquadren l'obertura de la porta, de punt rodó. Suporten una estructura amb un doble nínxol on es troben els dos sants titulars de la parròquia. Els ventalls de la porta de fusta estan ornamentats amb la ferramenta, romànica, de l'església primitiva, descrita a continuació.

## La ferramenta romànica

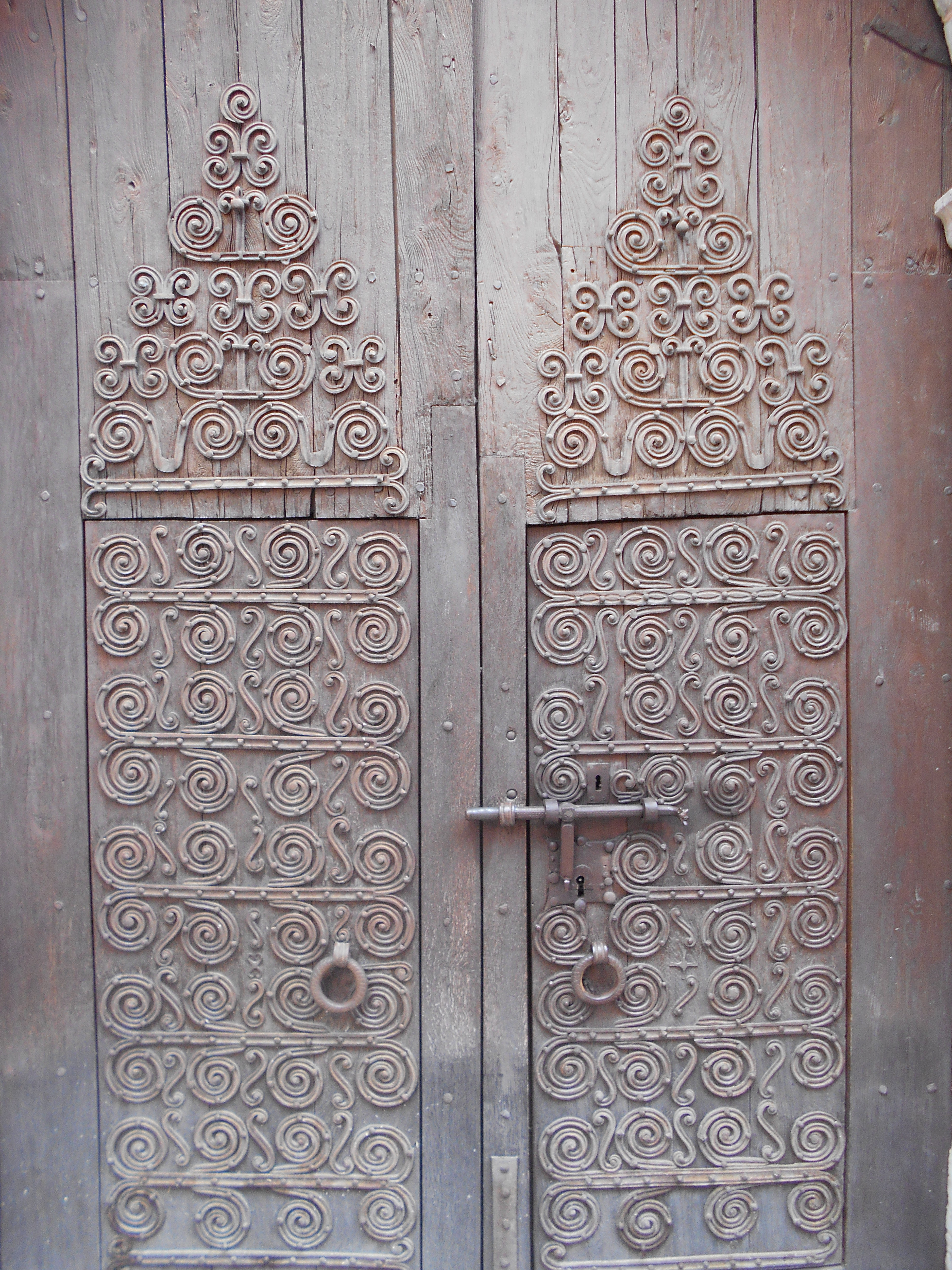
La ferramenta romànica

S'hi conserva, tanmateix, la ferramenta romànica de la porta principal, tot i que muntada en una porta del XVII. Un bell conjunt de peces de forja s'han repartit simètricament en una porta més gran que la primitiva. Es tracta de jocs de tires de volutes enfrontades entre ells, com és característic en les decoracions de forja de portes, prou abundant a tota la Catalunya del Nord.

## Altres béns mobles de l'església
D'altres obres rellevants són a l'interior del temple, repartides entre l'altar major i les capelles laterals. Per exemple, l'antic retaule gòtic procedent de l'altar major de l'església antiga, obra Lluís Generes, datat el 1662, actualment en una capella lateral, o el retaule de la Transfiguració, del 1697, obra de Jaume Meler, actualment a la capella del Santíssim. D'altres obres són la Mare de Déu dels Rèptils, del segle xiv, un quadre de sant Sebastià, atribuït a Gerard van Honthorst, del segle xvii.